# Église Saint-Jean-Baptiste de Mortiers
L'église Saint-Jean-Baptiste de Mortiers est une église située à Mortiers, en France.

## Localisation
L'église est située sur la commune de Mortiers, dans le département de l'Aisne.